# Tetramerium langlassei
Tetramerium langlassei là một loài thực vật có hoa trong họ Ô rô. Loài này được Happ miêu tả khoa học đầu tiên năm 1937.